# Monumento a Chabuca Granda
El Monumento a Chabuca Granda es una escultura ubicada en el distrito limeño de Barranco (Perú), dedicado a la letrista y cantante peruana de música criolla y afroperuana Chabuca Granda.

## Historia

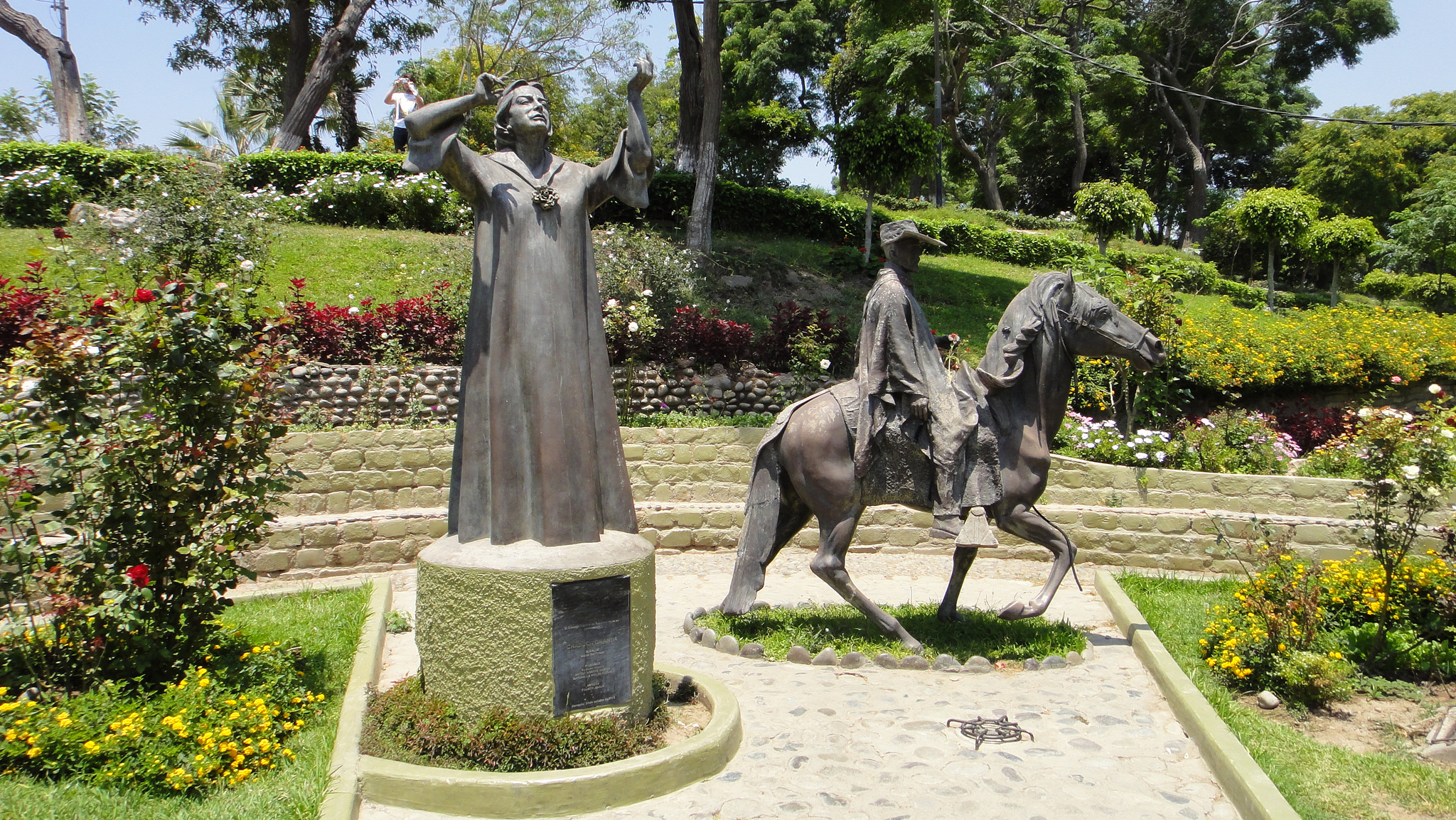
Conjunto de esculturas: una dedicada a Chabuca Granda y la otra al chalán José Antonio Lavalle.

Chabuca, limeña de adopción, vivió parte de su niñez, hasta los doce años, en un rancho en la Bajada de los Baños en el distrito de Barranco, cercano al Puente de los Suspiros, al que en 1960 dedicó el tema «El puente de los suspiros».
A raíz de este homenaje a un símbolo del distrito barranquino, el municipio decidió eirigir una escultura en agradecimiento. El monumento, obra en piedra del artista ayacuchano Fausto Jaulis, fue inaugurado el 24 de octubre de 1992 en la Plazuela Chabuca Granda, junto al Puente de los Suspiros. A su lado se levanta el monumento al chalán José Antonio Lavalle, a quien Chabuca le dedicó el tema «José Antonio».

## Réplica
Una réplica del mismo se encuentra en la Plaza Chabuca Granda de Santiago de Chile.